# Pseudonapomyza atra
Pseudonapomyza atra este o specie de muște din genul Pseudonapomyza, familia Agromyzidae. A fost descrisă pentru prima dată de Johann Wilhelm Meigen în anul 1830. Conform Catalogue of Life specia Pseudonapomyza atra nu are subspecii cunoscute.